# Suchoj Su-9
Suchoj Su-9 (NATO-rapporteringsnamn Fishpot) var ett jaktflygplan som utvecklades av Suchoj under 1950-talet för Sovjetiska luftförsvarsstyrkorna.

## Utveckling
Su-9 utvecklades parallellt med Su-7 och de båda flygplanen har flera gemensamma drag. Den största skillnaden var att Su-9 försågs med en deltavinge i motsats till Su-7:ans pilvinge. Su-9 fick också konventionella roder. Deltavingen gjorde att Su-9 fick samma vingyta som Su-7 fast med 80 cm kortare spännvidd. Det gav lägre vikt och högre hastighet.
Eftersom Su-9 utvecklades för PVO Strany fick den inga kanoner utan huvudvapnet var jaktrobotar. Jaktroboten Kaliningrad K-5 var en primitiv ledstrålestyrd robot som visade sig ha dålig träffsäkerhet. Efter hand utvecklades därför den förbättrade varianten K-55 som var samma robot försedd med infraröd- eller semiaktiv radarmålsökare från roboten Vympel K-13.
Radarn SjD-30 var också en primitiv apparat som i stort sett bara var användbar som avståndsmätare och ledstrålesändare. Därför började Suchoj i slutet av 1950-talet att utveckla Su-11 med radarn Orjol och jaktroboten Kaliningrad R-8. Kombinationen radar-robot var lyckad, men Su-11 led fortfarande av dålig räckvidd vilket gjorde att produktionen avbröts efter drygt hundra producerade flygplan.
I slutet av 1960-talet genomfördes vapenprov i syfte att göra Su-9 mer flexibelt. Bland annat provades kanonkapseln UPK-23-250 och flygbomben FAB-250, men användningen av dessa fick ingen större spridning.
I början av 1970-talet togs Su-9 ur tjänst och ersattes med Suchoj Su-15 och MiG-23. Många av flygplanen byggdes om till fjärrstyrda målrobotar.

## Användning
1 maj 1960 försökte en Su-9 med piloten Igor Mentjukov vid spakarna att avvisa en amerikansk Lockheed U-2 som kränkte sovjetiskt luftrum vid Sverdlovsk. För att nå tillräcklig höjd startade Mentjukov utan robotbeväpning och var beredd att ramma det främmande flygplanet om det blev nödvändigt. Flygplanet sköts i stället ned av en S-75 Dvina luftvärnsrobot varvid piloten Gary Powers togs till fånga.

## Varianter
- Su-9 – Jaktflygplan. 1 100 byggda.
- Su-9U - Skolflygplan (NATO-rapporteringsnamn Maiden). Runt 50 byggda.
- Su-11 – Vidareutveckling med modernare radar och beväpning. 108 byggda.

## Användare
- Sovjetiska luftförsvarsstyrkorna